# هوش سیاه
هوش سیاه یک مجموعه تلویزیونی ایرانی به کارگردانی مسعود آب‌پرور است که در دو فصل ۱۵ و ۲۶ قسمتی از ۱ اردیبهشت ۱۳۸۹ تا ۱۰ تیر ۱۳۹۲ از شبکه سه سیما پخش شده است. این مجموعه در ژانر پلیسی با موضوع جرائم رایانه‌ای ساخته شده است.
این سریال از ۲۵ تیر ماه ۱۳۹۸ از شبکه آی فیلم فارسی دوباره پخش شده‌ است. فصل اول و دوم این سریال مجدداً در مهرماه ١۴٠١ از شبکه آی فیلم پخش شده‌است.

## خلاصه داستان

### فصل اول
سرگرد احمدی معاون دایره پیشگیری و مبارزه با جرایم رایانه ای پلیس است که همراه با دستیاران خود درگیر پرونده پیچیده یک خرابکار و نابغه رایانه و الکترونیک، «جمشید کاظمی» با نام تقلبی «کامران بوریایی» شده‌ است.

### فصل دوم
داستان از جایی آغاز میشود که جمشید کاظمی (کیکاووس یاکیده) ملقب به هوش سیاه پس از دستگیری و زندانی شدن در پایان سری اول، تصمیم به فرار از زندان میگیرد. او که یک نابغه رایانه و متخصص در انجام جرائم اینترنتی است، از این توانایی خود در امور غیرقانونی و خلاف بهره میگیرد. با گریز هوش سیاه از زندان، سرگرد احمدی (حسین یاری) برای دستگیری مجدد او وارد عمل میشود و….

## بازیگران
| حسین یاری        | سرگرد بهروز احمدی    | همسر مژده، پدر سهیل و سهیلا         | آری | آری |
| کیکاووس یاکیده   | جمشید کاظمی          | معروف به کامران بوریایی             | آری | آری |
| کیهان ملکی       | شهاب هاشمی           | معروف به شهاب کرمی                  | نه  | آری |
| امیررضا دلاوری   | سروان رضا عطایی      | همکار بهروز                         | نه  | آری |
| مجید واشقانی     | ایمان اکبرنژاد       | دوست و همکار جمشید کاظمی            | نه  | آری |
| کمند امیرسلیمانی | مژده                 | همسر بهروز احمدی، مادر سهیل و سهیلا | آری | آری |
| سودابه بیضایی    | سروان نگار عزیزی     | همکار سرگرد احمدی                   | آری | آری |
| ارسلان قاسمی     | سهیل احمدی           | پسر بهروز و مژده، برادر سهیلا       | آری | آری |
| ماجده زاهدی      | سهیلا احمدی          | دختر بهروز و مژده، خواهر سهیل       | آری | آری |
| امیر مهدی کیا    | دانش                 | از بالا دستی‌های جمشید کاظمی         | نه  | آری |
| حمید ابراهیمی    | داریوش               | زندانی                              | نه  | آری |
| کاظم هژیرآزاد    | سیروان صالحی         | زندانی و مدیر کتابخانه زندان        | نه  | آری |
| بهروز قادری      | حمید مایلی           |                                     | نه  | آری |
| زهرا سعیدی       | همسر سیروان صالحی    |                                     | نه  | آری |
| مهدی تقی‌نیا      | حبیب کاظمی           | رئیس و عموی جمشید کاظمی             | نه  | آری |
| پیام دهکردی      | احد                  | دوست جمشید کاظمی                    | نه  | آری |
| حسین سحرخیز      | شهیدی                | مامور اطلاعات و امنیت               | نه  | آری |
| اصغر آبگون       | رئیس زندان           |                                     | نه  | آری |
| آیدا آب پرور     | الهام اکبر نژاد      | خواهر ایمان                         | نه  | آری |
| داریوش اسدزاده   |                      |                                     | آری | نه  |
| افشین کتانچی     | حسام                 | همکار و دستیار بهروز                | آری | نه  |
| روح الله کمانی   | امید                 | همکار و دستیار بهروز                | آری | نه  |
| رضا آشتیانی      |                      |                                     | آری | نه  |
| بهرنگ علوی       | مهندس ثابتی          | نامزد لادن نعمتی                    | آری | نه  |
| اشکان آبگون      | جمال                 |                                     | نه  | آری |
| کاوه مهدوی       | فریبرز صادقی         |                                     | نه  | آری |
| امین مؤمنی پور   | سروان اشتیاق         |                                     | نه  | آری |
| فرشید زارعی فرد  | اردکانی              |                                     | نه  | آری |
| بهناز توکلی      | زن عموی جمشید کاظمی  |                                     | نه  | آری |
| کیومرث ملک مطیعی |                      |                                     | آری | نه  |
| صدرالدین حجازی   |                      |                                     | آری | نه  |
| کیانوش گرامی     |                      |                                     | آری | نه  |
| علی‌رام نورایی    |                      |                                     | آری | نه  |
| داوود باقری      |                      |                                     | آری | نه  |
| آرش تاج          |                      |                                     | آری | نه  |
| جمشید گرگین      | صارمی                | کارگزار شرکت بورس                   | نه  | آری |
| بهزاد رحیم خانی  | دکترِ مینا            | دست نشانده جمشید                    | نه  | آری |
| محمد برسوزیان    | مدیر انفورماتیک بورس |                                     | نه  | آری |
| مهرداد فلاحت گر  | ساعد شکری            |                                     | نه  | آری |
| اتابک نادری      | سینا                 |                                     | نه  | آری |
| میترا مرادی      | آذر مرادی            |                                     | نه  | آری |
| جونیت شن         | سرگرد سلیمان اغلو    |                                     | نه  | آری |
| آیدا مکوندی      | مترجم پلیس           |                                     | نه  | آری |
| حسین صادق        | حسین                 |                                     | نه  | آری |
| آتیلا            | دستیار سلیمان اغلو   |                                     | نه  | آری |
| احسان جماعت لو   | رامین                |                                     | نه  | آری |
| امیر اوستا       | بهشاد                |                                     | نه  | آری |

## فیلمبرداری
فیلمبرداری این مجموعه تماماً بر روی دست انجام شده‌ است و به گفته کارگردان مجموعه، پلانی وجود ندارد که در آن دوربین روی سه پایه قرار گرفته باشد. در این مجموعهٔ تلویزیونی عمدتاً موضوعات بلوتوث، سرقت نرم‌ افزار، هک مورد بحث قرار میگیرند.

## سری دوم
سری دوم این سریال در اردیبهشت ۱۳۹۲ پخش شد. در این مجموعه به مسائل امنیتی پرداخته شده و پلیس مبارزه با جرایم رایانه‌ای در حال مبارزه با چنین متخلفانی است.
هوش سیاه ۲ در تاریخ ۲۲ مهر سال ۱۳۸۹ پس از اتمام مجموعه هوش سیاه ۱ جهت ساخت سری دوم مجموعه در سیمای جمهوری اسلامی ایران تصمیم گیری و ساخت سری دوم قطعی شد. کارگردان این مجموعه همانند سری قبل مسعود آب پرور است ولی تهیه‌کنندگی آن را سید مرتضی فاطمی بر عهده داشته است. این مجموعه میبایست با حمایت مالی و اطلاعاتی پلیس ایران همراه شود که علیرغم تعهد کتبی پلیس، این وعده عملی نشد و مجموعه ابتدا بدون کمک این نهادو سپس با مخالفت پلیس فتا ساخته شد.

### تولید و پخش
پیش تولید این مجموعه از فروردین ۱۳۹۱ آغاز شد، ساخت لوکیشن های زندان و مرکز پلیس از اردیبهشت همان سال و فیلمبرداری نیز از خرداد همان سال شروع شد و تا اول اسفندماه فیلمبرداری داخل ایران انجام شد و از این تاریخ تا ۲ فروردین ۱۳۹۲ نیز فیلمبرداری در ترکیه انجام شد. در طول فیلمبرداری، اعم فیلمبرداری مجموعه از لوکیشن های زندان و مرکز پلیس بوده است. این دو لوکیشن در پژوهشکده صنعت نفت ساخته شده بود.
پخش سریال در شبکه سه سیما با طرفداران زیادی روبه رو شد طبق نظر سنجی صدا و سیما ۹۸ درصد مردم این سریال را دنبال میکردند. سری هوش سیاه ۲ نسل تکامل یافته نسبت به سری قبلی بود و این عمل باعث شد تا منتقدان کمتر به روی صحنه آمده و مخالفت شان را ذکر کنند. سریال هوش سیاه ۲ از تاریخ ۲۸ اردیبهشت سال ۱۳۹۲ پخش خود را از شبکه سه سیما آغاز کرد. این سریال هر شب به جز پنجشنبه ها و جمعه ها ساعت ۲۰:۴۵ روانه آنتن شده و تکرار آن نیز روز بعد ساعت ۱۴:۲۵ پخش می شده‌ است.

### سایر عوامل
| سمت                | نام                |
| ------------------ | ------------------ |
| مدیر تصویربرداری   | حسن کریمی          |
| مدیر صدا برداری    | اصغر آبگون         |
| طراح صحنه و لباس   | حسین مجد           |
| دستیار صحنه        | علی اسماعیلی       |
| طراح گریم          | نوید فرح مرزی      |
| تدوین              | بهرام آب پرور      |
| جلوه‌ های ویژه بصری | محمدرضاذبیحی       |
| دستیار کارگردان    | خسرو نصیری خواه    |
| منشی صحنه          | شیدا باسمه چی      |
| مدیر تولید         | عبدالله شهباز زاده |
| مدیر تدارکات       | علی رضایی          |
| موسیقی متن         | آرمان موسی پور     |
| بازنویسی فیلمنامه  | آرش قادری          |
| تصویربردار         | هاشم گرامی         |
| مدیر صدا برداری    | اصغر آبگون         |
| تدوین              | بهرام آب پرور      |
| جلوه‌ های ویژه بصری | محمدرضا ذبیحی      |
| طراح گریم          | نوید فرح مرزی      |